# Maczek Memorial Breda
Het Maczek Memorial Breda is een museum in de Noord-Brabantse stad Breda dat het verhaal vertelt van de bevrijding van Breda op 29 oktober 1944 door de Eerste Poolse Pantserdivisie onder leiding van Generaal Stanisław Maczek. Het museum werd in 2020 geopend.

## Het museum

### Geschiedenis
Het Maczek Memorial Breda komt voort uit het Generaal Maczek Museum dat tot 2015 gevestigd was in gebouw -R- op de Trip van Zoudtlandtkazerne. Het Generaal Maczek Museum werd opgericht op 27 oktober 1997 en had een grote collectie voorwerpen gerelateerd aan de Tweede Wereldoorlog en de bevrijding van Breda. 
Nadat het niet meer mogelijk was het museum te huisvesten in de Trip van Zoudtlandtkazerne, ging men op zoek naar een nieuwe locatie. Er werd gekozen voor een site achter het Pools militair ereveld aan de Ettensebaan in Breda. Door subsidies van de gemeente Breda, de Provincie Noord-Brabant en het vfonds kon de bouw gerealiseerd worden. Het gebouw is een ontwerp van Oomen Architecten in samenwerking met Kinkorn. Aan de buitenzijde is de 20 meter lange buitenwand te zien van "graphic concrete" waarop historische foto's van de bevrijding van Breda worden getoond.

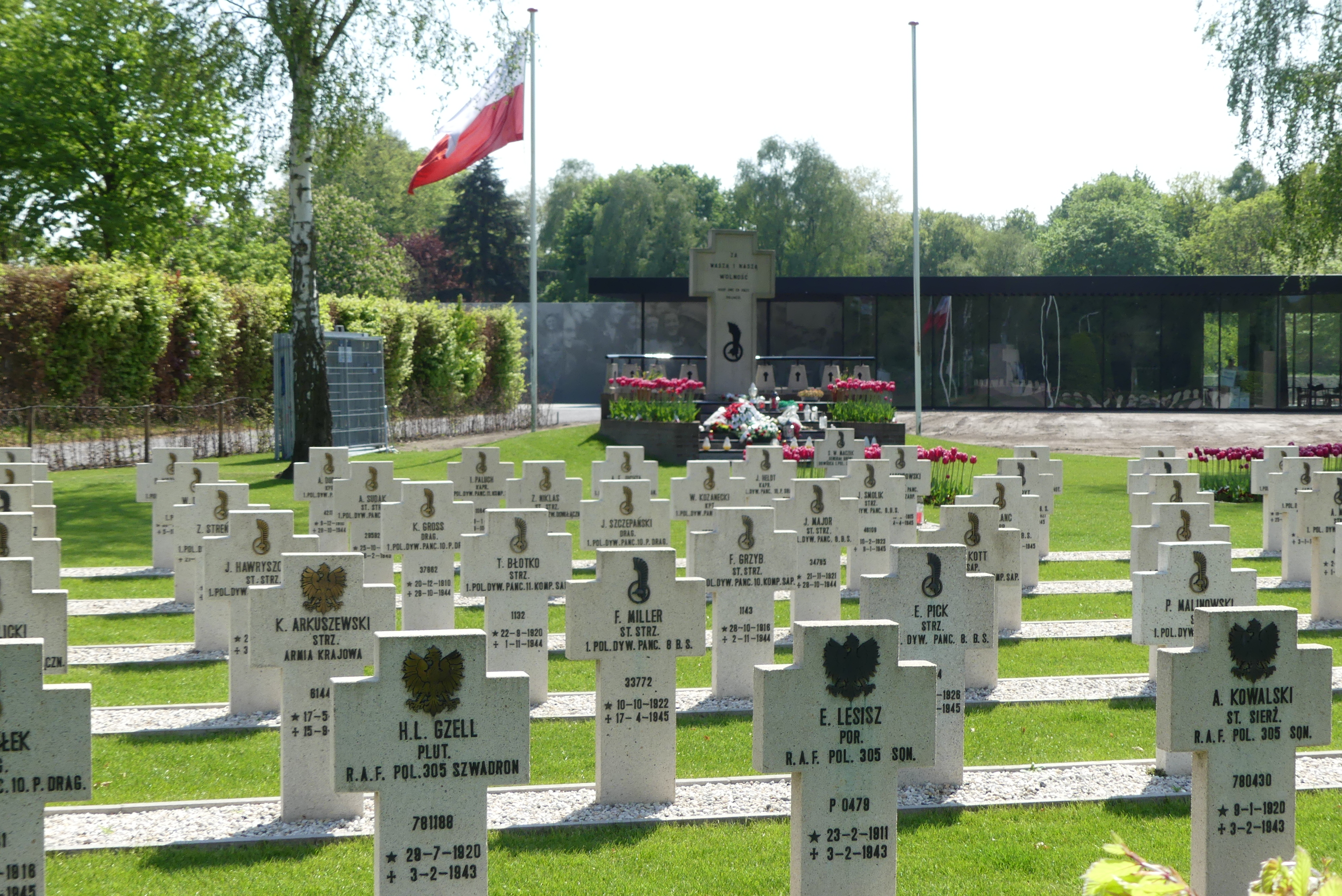
Pools militair ereveld met daarachter het Maczek Memorial Breda

### Bouw en opening
Op 27 mei 2019 werd de eerste paal van het Maczek Memorial geslagen. De officiële opening van het Memorial was gepland voor 31 maart 2020, de geboortedag van Generaal Maczek. De geplande feestelijkheden en bezoeken van buitenlandse hoogwaardigheidsbekleders moesten vanwege de coronacrisis uitgesteld worden. Ondanks dat de officiële opening niet door kon gaan, werd het Memorial op 3 juni 2020 opengesteld voor bezoekers.
De feestelijke opening werd verplaatst naar het bevrijdingsweekend in oktober 2020. Bij de onthulling van de multimediawand op 24 oktober waren onder andere Robert Kostro, directeur van het Pools Historisch Museum in Warschau, Marcin Czepelak, ambassadeur van de Republiek Polen in Nederland, en Paul Depla, burgemeester van Breda, aanwezig. De multimediawand werd medegefinancierd door het Poolse ministerie van Cultuur en Nationaal Erfgoed (Ministerstwo Kultury i Dziedzictwa Narodowego).

### Collectie
In de vaste collectie van het Maczek Memorial Breda is onder andere het originele uniform van Generaal Maczek te zien dat werd geschonken door zijn kinderen. Ook worden er diverse originele wapens, persoonlijke bezittingen van militairen en gebruiksvoorwerpen uit de Tweede Wereldoorlog getoond. Daarnaast huisvest het Memorial een informatie- en documentatiecentrum, filmzaal en een 'Chambre de Reflection'. In de 'Chambre de Reflection' zijn de namen te vinden van de militairen die begraven liggen op het Pools militair ereveld.

### Activiteiten
Het Maczek Memorial Breda organiseert activiteiten en lezingen waarin de thema's vrijheid, vrede en democratie centraal staan. Voor de basisschool en middelbare school heeft het Memorial lespakketten beschikbaar. 